# Docibile II di Gaeta
Docibile II (880 – 954) è stato un nobile bizantino, duca di Gaeta dal 933 alla morte. Fu de facto il signore di Gaeta dal 906 circa, da quando il padre Giovanni I, ipato della città, lo nominò co-Ipato.
Docibile prese parte alla battaglia del Garigliano nel 915, fermando l'espansione musulmana nella penisola italiana. Nel 930 aggiunse Dux al suo titolo di Ypatus, a testimoniare l'accresciuta potenza di Gaeta, anche se l'impero bizantino, a cui il Ducato era legato da vassallaggio, lo riconobbe sempre e soltanto come Arconte (in greco antico: αρχον?, archon).
Ascese formalmente al trono nel 933, anno in cui morì il padre Giovanni ed associò al trono il figlio maggiore: da quel momento avviò una politica di allontanamento da Costantinopoli, abbandonando la datazione imperiale, alleandosi con Teobaldo I, Duca di Spoleto, in una lega con funzione anti-greca e, nel 939, rimuovendo dai suoi titoli quello di Ypatus, sostituendolo con quello di console. Fece sposare la figlia Maria con il principe di Capua, al fine di rafforzare i legami suoi e del Ducato con il resto della nobiltà e dei regni italiani. Cercando di ottenere l'appoggio dei ducati longobardi, Docibile si pose sotto la protezione di Atenolfo Megalu, Gastaldo di Aquino, ma questo non impedì a Landolfo I di Benevento di attaccare Gaeta e di occupare alcuni suoi territori. La sua politica anti-imperiale lo portò ad imprigionare l'abate di Montecassino e a ritenere vantaggiosa un'alleanza con i Saraceni, contro i quali aveva combattuto in gioventù sul Garigliano.
Dal matrimonio con Orania di Napoli, Ypatissa e Ducissa di Gaeta, nacquero Giovanni, Gregorio, Marino e numerose figlie: Maria, Anna, Gemma, Drosu e Megalu.
Concesse al figlio Marino il ducato di Fondi, dividendo in due parti i domini di Gaeta. Gli succedette, dopo la morte avvenuta tra il 954 e il 957, il primogenito Giovanni II e successivamente il secondogenito Gregorio e il terzogenito Marino.